# 緑町 (武蔵野市)
緑町（みどりちょう）は、東京都武蔵野市の町名。現行行政地名は緑町一丁目から緑町三丁目。郵便番号は180-0012（武蔵野郵便局管区）。

## 地理
武蔵野市の北部に位置する。東から時計回りに吉祥寺北町、西久保、関前、八幡町、西東京市東伏見及び練馬区関町南に隣接する。町内では集合住宅と戸建住宅が混在している。

### 地価
住宅地の地価は2014年（平成26年）1月1日に公表された公示地価によれば緑町3-5-1の地点で33万6000円/m2となっている。

## 歴史

### 地名の由来
第二次大戦後、進駐軍が中島飛行機武蔵製作所を接収した際に命名した「グリーンパーク」に由来する。グリーンパークの範囲は、現在の武蔵野中央公園、武蔵野北高等学校、都市再生機構、武蔵野緑町団地（現・武蔵野緑町パークタウン）、都営住宅武蔵野緑町アパート、富士重工業社宅・武蔵野中央公園北ホール、武蔵野東学園、高齢者総合センター、第四中学校、武蔵野総合体育館、武蔵野陸上競技場、武蔵野市役所庁舎のある一帯にあたる。現在の緑町の町域には、占領下の1951年に東京グリーンパーク（別称・東京スタジアム）という野球場が建設されたこともある。グリーンパークの名称は現在、野球場への引込線として敷設された国鉄武蔵野競技場線の線路敷跡であるグリーンパーク遊歩道、グリーンパーク商店街などに残っている。

### 沿革
- 1945年（昭和20年） - 進駐軍により中島飛行機武蔵製作所が接収され、敷地全体をグリーンパークと名付けられる。
- 1951年（昭和26年） - 敷地の一部が返還され、グリーンパーク野球場が建設される。残りの部分は住宅地区として将校宿舎などが建設される。
- 1962年（昭和37年）4月1日 - 武蔵野市内の町名整理が行われ、大字西窪が西久保・緑町に分割される[5]。
- 1965年（昭和40年）4月1日 - 住居表示実施[5]。
- 1973年（昭和48年）1月25日 - グリーンパーク（在日米軍武蔵野住宅地区）が全面返還される。

## 世帯数と人口
2018年（平成30年）1月1日現在の世帯数と人口は以下の通りである。
| 丁目       | 世帯数    | 人口    |
| ---------- | --------- | ------- |
| 緑町一丁目 | 1,092世帯 | 2,233人 |
| 緑町二丁目 | 2,534世帯 | 5,444人 |
| 緑町三丁目 | 337世帯   | 715人   |
| 計         | 3,963世帯 | 8,392人 |

## 小・中学校の学区
市立小・中学校に通う場合、学区は以下の通りとなる
| 丁目       | 街区   | 小学校                 | 中学校               |
| ---------- | ------ | ---------------------- | -------------------- |
| 緑町一丁目 | 全域   | 武蔵野市立大野田小学校 | 武蔵野市立第四中学校 |
| 緑町二丁目 | 1〜3番 | 武蔵野市立大野田小学校 | 武蔵野市立第四中学校 |
| 緑町二丁目 | その他 | 武蔵野市立千川小学校   | 武蔵野市立第四中学校 |
| 緑町三丁目 | 全域   | 武蔵野市立大野田小学校 | 武蔵野市立第四中学校 |

## 交通

### 鉄道
| 隣接する街区の駅             | バス移動で利用可能な駅 |
| ---------------------------- | --- |
| 西武新宿線 - 東伏見駅(SS 15) | JR中央線 JR中央・総武線各駅停車 京王井の頭線 - 吉祥寺駅(JC 11)(JB 02)(IN 17) JR中央線 JR 中央・総武線各駅停車 - 三鷹駅(JC12)(JB01) |

### バス
- 関東バス武蔵野営業所

### 道路
- 東京都道7号杉並あきる野線（五日市街道）

## 施設
- 武蔵野市役所
- 学校法人武蔵野東学園
  - 武蔵野東学園小学校
  - 北原記念館
- NTT武蔵野研究開発センタ
  - NTT技術史料館
- 関東バス武蔵野営業所
- 武蔵野緑町二丁目団地
- 武蔵野緑町パークタウン
- グリーンパーク商店街[9]
- スギドラッグ武蔵野緑町店（旧：京王ストアむさしの店）
- サミット武蔵野緑町店
- サンドラッグ武蔵野緑町店（旧：BOOK OFF緑町店）